# والبوندیونه
والبوندیونه (به ایتالیایی: Valbondione) یک کومونه در ایتالیا است که در استان برگامو واقع شده‌است. والبوندیونه ۹۵٫۰ کیلومتر مربع مساحت و ۱٬۱۵۶ نفر جمعیت دارد و ۹۰۰ متر بالاتر از سطح دریا واقع شده‌است.